# ABX 에어
ABX 에어(영어: ABX air)는 미국의 화물 항공사로 총 183개 노선을 취항하고 있다. 본사는 미국 오하이오주 클린턴 카운티에 위치해 있으며 1980년에 설립했다. 계열사는 미국의 화물 항공사인 에어 트랜스포트 인터내셔널, 캐피탈 카고 인터내셔널이 있다.

## 역사
이 항공사는 1980년 4월 17일에 미드웨스트 에어 차터로 설립 했으며 에어본 익스프레스는 최초로 시애틀에 본사를 두었고 에어본 카고의 자회사에 속했다.ABX 에어는 합병의 일환으로 2003년 8월 16일 공개 회사가 되었고 ABX 에어 주식회사는 보통주의 시세 기호 ABXA 아래 나스닥 내셔널 마켓에 상장 되었다. 이후 항공 업무를 불러냈다. 2007년 초반, ABX 에어는 전일본공수와 ACMI 계약을 체결해 아시아 내에서 화물 노선을 취항했다. 이 계약으로 2대의 보잉 767-200SF를 도입했다. 2007년 3월 7,600명의 임직원을 보유하고 있다.
2007년 11월 2일, CEO가 에어 트랜스포트 인터내셔널과 캐피탈 카고 인터내셔널의 모회사인 "카고 홀딩스 인터내셔널"을 인수 계약을 체결했다고 발표했다. 인수는 2007년 12월 31일에 완료되었다. ABX 에어는 나중에 에어 트랜스포트 인터내셔널 서비스로 지정되어 지주 회사의 자회사로 개편되었다.
2008년 11월 10일 당시 ABX 에어의 고객인 DHL은 미국 국내선 화물 시장을 종료 계획을 발표했다. DHL은 이전 계획으로 그들을 계약하여 미국의 운영을 유지하기 있던 UPS가 있었다. 2010년 3월 30일 ABX 에어의 모회사인 ATSG는 DHL의 국제선 네트워크의 미국 국내선 강화를 위해 DHL과 새로운 장기 계약을 맺었다.

## 보유 기종
- 2020년 11월 기준으로 ABX 에어는 다음과 같은 기종을 보유하고 있으며 평균 기령은 27.7년이다.[8][9]

### 퇴역 기종
- 더글러스 DC-8-61
- 더글러스 DC-8-62
- 더글러스 DC-8-63
- 더글러스 DC-8-63F
- 맥도널 더글러스 DC-9-15
- 맥도널 더글러스 DC-9-31
- 맥도널 더글러스 DC-9-32
- 맥도널 더글러스 DC-9-32F
- 맥도널 더글러스 DC-9-33F
- 맥도널 더글러스 DC-9-41
- 일본항공기제조 YS-11A-200

## 사진

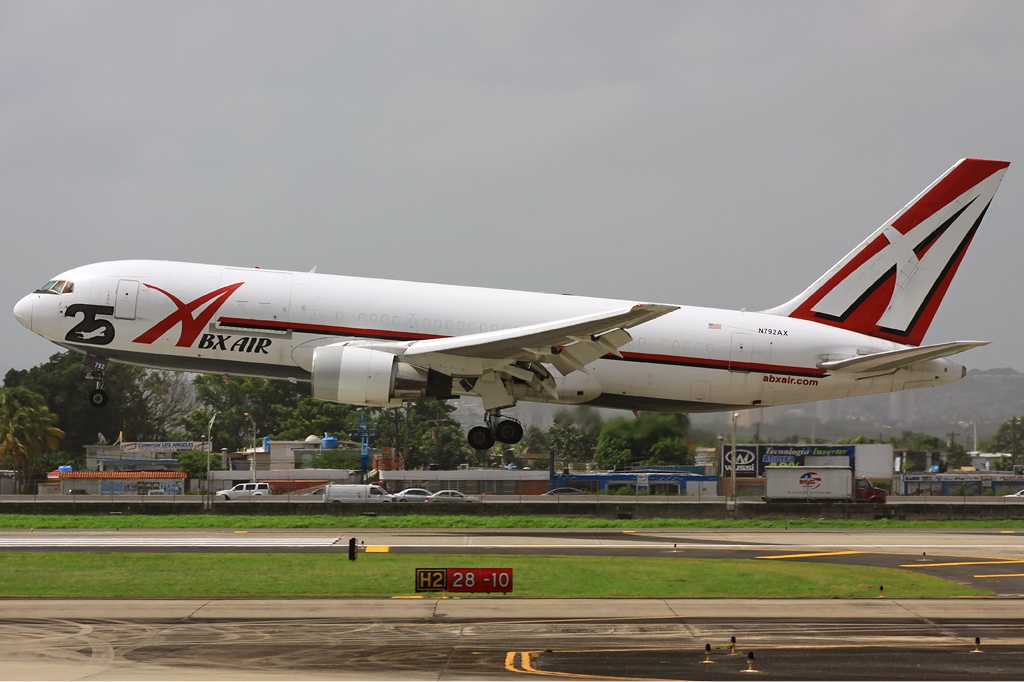
ABX 에어의 보잉 767-200BCSF